# 蘭嶼野櫻花
蘭嶼野櫻花为薔薇科李屬下的一个种。